# Prosphoroplitis aglaurus
Prosphoroplitis aglaurus är en fjärilsart som beskrevs av Sergius G. Kiriakoff 1955. Prosphoroplitis aglaurus ingår i släktet Prosphoroplitis och familjen tandspinnare. Inga underarter finns listade i Catalogue of Life.